# فريلينية متموجة
فريلينية متموجة (الاسم العلمي:Freylinia undulata) هي نوع من النباتات تتبع جنس الفريلينية من الفصيلة الغدبية.